# Pablo Casado
Pablo Casado Blanco (Palência, 1 de fevereiro de 1981) é um advogado e político espanhol, que foi presidente do Partido Popular e líder da oposição entre 2018 e 2022. Durante esse período, exerceu o cargo de deputado por Ávila.